# Remedy Entertainment

Altes Logo bis 2022

Remedy Entertainment ist ein finnisches Entwicklungsstudio für Computerspiele. Gegründet wurde die Firma im Jahr 1995 in Espoo von Mitgliedern der Demogroup Future Crew. Bekannt ist Remedy Entertainment vor allem für die Computerspielserie Max Payne.

## Geschichte
Erstes Produkt war 1996 Death Rally. Ursprünglich über Apogee Software/GT Interactive veröffentlicht, wird es seit Oktober 2009 von Remedy Entertainment zum kostenlosen Download angeboten. 2001 veröffentlichte Remedy in Zusammenarbeit mit 3D Realms bzw. Gathering of Developers den Third-Person-Shooter Max Payne, der sich insbesondere durch seine Zeitlupengefechte – die sog. Bullet Time – von vergleichbaren Produkten abhob. Bis 2002 wurden mehr als 2,75 Millionen Kopien abgesetzt, im Juli 2002 erwarb der US-amerikanische Publisher Take 2 die Rechte an der Marke für zehn Millionen US-Dollar und rund 970.000 Stammaktien. Über Take 2s Publishinglabel Rockstar Games erschien im Oktober 2003 schließlich auch der Nachfolger Max Payne 2: The Fall of Max Payne.
Der Nachfolger, Max Payne 3, war eine interne Rockstar-Games-Produktion. Aus dem ehemaligen Remedy-Team waren nur Sam Lake und Matias Myllyrinne als Berater in Sachen Story und Gameplay beteiligt.
Letzterer äußerte sich aber sehr positiv über die Entwicklung von Max Payne und sagte, dass das Team von Rockstar Games einfach keine schlechten Spiele machen könne.
Am 14. Mai 2010 erschien Alan Wake, ein Psycho-Thriller-Spiel für Erwachsene mit Anleihen aus Twin Peaks und den Werken des Horror-Autors Stephen King, welches zunächst exklusiv für die Xbox 360 erschien. Am 16. Februar 2012 erschien es schließlich auch erstmals für Windows. 2011, nach einer Entwicklungszeit von acht Monaten, brachte das Unternehmen seinen Erstling Death Rally in einer überarbeiteten Version auf mobile iOS- und Android-Geräte. Mit 1,8 Millionen Downloads bis Dezember 2011 spielte das Programm seine Entwicklungskosten innerhalb von drei Tagen wieder ein. Am 22. Februar 2012 erschien ein Ableger zu Alan Wake namens Alan Wake's American Nightmare als Downloadtitel über Xbox Live Arcade, die PC-Version wurde am 22. Mai 2012 veröffentlicht. Im Mai 2013, während einer Sonderveranstaltung Microsofts, wurde das Spiel Quantum Break als Exklusivtitel für die kommende Spielekonsole Xbox One angekündigt.
Am 22. Oktober 2014 erschien, unter der Zusammenarbeit mit Flaregames, das Strategiespiel Agents of Storm exklusiv für Apple iOS. Das Spiel verwendet ein Free2Play-Bezahlmodell.
Am 3. Juni 2015 gab der CEO von Remedy Entertainment, Matias Myllyrinne, bekannt, dass er das Studio nach über 15 Jahren verlassen werde. Myllyrinne zufolge, wolle er neue Dinge machen und wechselte zu Wargaming.net.
Sam Lake, der Creative Director von Remedy, kündigte auf der Gamescom 2015 an, dass Quantum Break am 5. April 2016 exklusiv für Xbox One und Windows 10 erscheint.
Remedy verwendet für den Soundtrack seiner Spiele häufig Stücke der finnischen Rockband Poets of the Fall. Werke der Band fanden unter anderem Verwendung in Max Payne 2, Alan Wake und Alan Wake’s American Nightmare (als Old Gods of Asgard) sowie dem Remake von Death Rally; auch im 2019 erschienen Control hat die Band Songs beigesteuert. Der Song hier heißt My Dark Disquiet und ist dem Album Ultraviolet entnommen.
Am 9. Dezember 2021 kündigte das Entwicklerstudio, auf der Game Awards 2021, das Spiel Alan Wake II für das Jahr 2023 an.

## Entwickelte Computerspiele
| Titel                              | Jahr | Plattform(en)                                   |
| ---------------------------------- | ---- | ----------------------------------------------- |
| Death Rally                        | 1996 | MS-DOS                                          |
| Death Rally                        | 2009 | Windows                                         |
| Max Payne                          | 2001 | Windows, Xbox und PlayStation 2                 |
| Max Payne 2: The Fall of Max Payne | 2003 | Windows, Xbox und PlayStation 2                 |
| Alan Wake                          | 2010 | Xbox 360                                        |
| Alan Wake                          | 2012 | Windows                                         |
| Death Rally (Remake)               | 2011 | iOS, Android                                    |
| Death Rally (Remake)               | 2012 | Windows                                         |
| Alan Wake's American Nightmare     | 2012 | Xbox Live Arcade, Windows                       |
| Agents of Storm                    | 2014 | iOS                                             |
| Quantum Break                      | 2016 | Xbox One, Windows                               |
| Control                            | 2019 | Windows, Xbox One, PlayStation 4, PlayStation 5 |
| CrossfireX                         | 2021 | Xbox One, Xbox Series X/S                       |
| Crossfire HD                       | TBA  | TBA                                             |
| Alan Wake II                       | 2023 | Windows, PlayStation 5, Xbox Series             |
| FBC: Firebreak                     | 2025 | PC, Xbox Series, PlayStation 5                  |
| Control 2                          | TBA  | TBA                                             |